# FC Shakhtyor Kyzyl-Kiya
Maillots
Le Futbal Klubu Shakhtyor Kyzyl-Kiya (en kirghize : футбол клубу Шахтёр Кызылкыя), plus couramment abrégé en Shakhtyor Kyzyl-Kiya, est un club kirghiz de football fondé en 1992 et basé dans la ville de Kyzyl-Kiya, dans l'ouest du pays.

## Historique
Fondé à Kyzyl-Kiya en 1992 sous le nom de FC Semetey Kyzyl-Kiya, le club est l'un des membres fondateurs du championnat national, mis en place la même année. Il termine cette première édition à une prometteuse cinquième place. S'il n'a jusqu'à présent jamais remporté le championnat (il termine vice-champion en 1994), il s'est illustré en Coupe du Kirghizistan, dont il a disputé deux finales, en 1995 avec une victoire et en 1999, où il s'incline face au SKA PVO Bichkek.
Le succès en Coupe nationale permet au club de participer pour la première fois à une compétition internationale, en l'occurrence la Coupe d'Asie des vainqueurs de Coupe, en 1996. Après avoir disposé des Tadjiks du Pakhtakor Dzhabarrasulovsk au premier tour, le FC Semetey est éliminé par la formation kazakhe du FC Ordabasy Chymkent.

## Noms successifs
- 1992 : FC Semetey Kyzyl-Kiya
- 1997 : FC Semetey-Dinamo Kyzyl-Kiya
- 1998 : FC Semetey Kyzyl-Kiya
- 2001 : FC Kyzyl-Kiya
- 2009 : FC Shakhtyor Kyzyl-Kiya

## Palmarès
| Compétitions nationales                                               |
| --------------------------------------------------------------------- |
| - Coupe du Kirghizistan (1) : - Vainqueur : 1995. - Finaliste : 1999. |